# Temple protestant de Bagnères-de-Bigorre
Le temple protestant de Bagnères-de-Bigorre est un lieu de culte situé avenue Prosper Nogues à Bagnères-de-Bigorre, dans les Hautes-Pyrénées. La paroisse est membre de l'Église protestante unie de France.

## Historique
À partir de 1848, le pasteur Émilien Frossard (1802-1881) anime des réunions d'évangélisation au sein de cette cité thermale. Il y accueille avec l'appui des autorités - dans le cadre du régime concordataire français - les thermalistes britanniques : il parle parfaitement anglais et a épousé en 1826 une britannique. Son père Benjamin-Sigismond Frossard est professeur de morale à la Faculté de théologie protestante de Montauban, et fervent militant en faveur de l'abolition de l'esclavage. Les fidèles se rassemblent dans la salle au Tribunal puis dans une salle des grands thermes, aménagé officiellement en temple en 1851. La construction du temple débute en 1855 et se termine en 1857. Il est cofinancé par des dons de protestants français, anglais (dont Alfred Binyon) et américains. Il est inauguré le 3 août 1857.
Émilien Frossard est également pyrénéiste et géologue. Avec son fils Charles-Louis Frossard, Charles Packe et Henry Russell, il crée la Société Ramond, une académie scientifique. Il participe à la fondation du l'Observatoire du Pic du Midi.
Vers 1900, le clocheton de la façade est retiré, parce qu'il déséquilibre l'édifice. Il est remplacé par un auvent à colonnette et une sacristie est ajouté à l'abside.
En juin 2015, il est inscrit comme monument historique. Après trois années de travaux, avec réfection de la voûte le temple a rouvert lors d'une cérémonie officielle le 23 octobre 2021. L'espace Émilien Frossard anime le temple par des expositions culturelles,. Il est lauréat du prix Sésame de la Fondation du patrimoine.

## Architecture
L'architecte est Déjeanne dresse les plans dans le style néo-roman. L'édifice est construit sur pilotis, sur un sol marécageux. Il est orienté nord-sud. Le tympan comporte un bas-relief de Bible ouverte, symbole traditionnel des temples réformés, sur les pages de laquelle est gravé « Nous prêchons Jésus-Christ crucifié », un verset extrait de Première épître aux Corinthiens 1, 23. Elle est croisée d'une palme, symbole de la foi martyre. Sur le linteau de la porte est écrit « Église protestante » en lettres capitales.
À l'intérieur, les dimensions de la nef sont de 9,50 m par 15 m. Deux panneaux deux plaques de marbre d'Arudy, avec à gauche le Décalogue, « La loi de Dieu », et à droite des citations du Nouveau Testament, « La grâce ». Les baies de plein cintre sont décorés de vitraux non-figuratifs, aux losanges de couleurs jaune, rouge et bleu. Ils sont accompagnés d'inscription : à gauche « Dieu est amour » - « Christ est ma vie » – « Marchons par l'Esprit », et à droite : « Élus par le Père » – « Rachetés par le Fils » – « Sanctifiés par l'Esprit ».